# Moment A rhythm
『moment A rhythm』（モーメント・ア・リズム）は、凛として時雨のメジャー1枚目、通算2枚目のシングル。2008年12月24日、Sony Music Associated Recordsより発売。

## 概要
- メジャーデビューシングル。[1]
- CDの他に、TKがイギリスで撮った写真を収めたブックレット（48ページ）が付属。その為、シングルとしては異例の3000円での発売となった。[1][2]
- アルバム『just A moment』『Best of Tornado』には7分17秒に短縮されたバージョンが収録された。[3]

## 収録曲
- 作詞・作曲：TK

1. moment A rhythm［16：50］